# Cakal

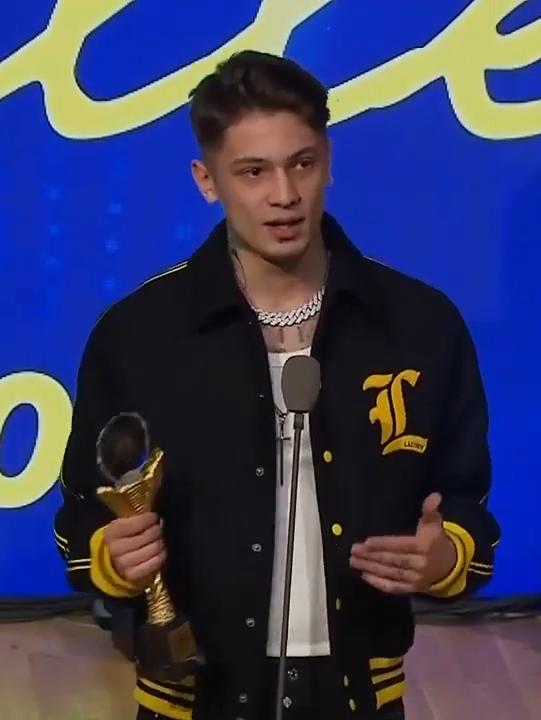
Cakal (2021)

Cakal (* 2001 in Bursa; bürgerlich Emirhan Çakal) ist ein türkischer Rapper.

## Karriere
Im Jahr 2020 machte er erstmals durch vereinzelte Rap-Veröffentlichungen auf sich aufmerksam. Es entstanden Kollaborationen mit Rappern wie Reckol und Batuflex. Erste Erfolge feierte er ein Jahr später mit den Solo-Singles Lütfen und Mahvettim. Im Jahr 2022 erschien sein erstes Album Paradoks. Der Song İmdat wurde sehr erfolgreich. Gleichzeitig nahm Cakal gemeinsam mit dem deutschen Rapper Gzuz den Song Gostoso auf. Die veröffentlichten Songs Mingoflalar, Imdat und Aşk Olsun wurden ebenfalls bekannt.

## Diskografie

### Alben
- 2022: Paradoks
- 2024: Summerland

### Kollaborationen
- 2021: Pişman (mit Reckol)

### EPs
- 2023: Haftasonu

### Singles
| - 2020: Ödlek - 2020: Kan ve de Ter (mit Murda von GNG) - 2021: Kanalım Yok (mit Reckol) - 2021: Vampire (mit TempZ72) - 2021: Dumanı Pasla (mit Batuflex) - 2021: Glock 2.0 (mit Reckol, Furkan Karakılıç & TempZ72) - 2021: Rari (mit Reckol & Kuty) - 2021: Perros Blancos (mit Reckol) - 2021: Glock (mit Reckol) - 2021: Puşt - 2021: Lütfen - 2021: Çarşamba Tatili (mit Batuflex) - 2021: Fiji (mit Reckol) - 2021: Minatoxkushina (mit Reckol, Kuty & Ege Boran) - 2021: Señorita Sinyale - 2021: Riv Riv Riv - 2021: Pişman (mit Reckol) - 2021: Mahvettim - 2022: Antrikot - 2022: Benimle Gel (mit Reckol) - 2022: Altıpatlar (mit Reckol & Keişan) - 2022: İmdat - 2022: Gostoso (mit Gzuz) - 2022: Sen Saniyorum (mit Kuty & Ege Boran) - 2022: Dünya Fani (mit Arem Ozguc & Arman Aydin) - 2022: Mingoflalar - 2022: 1 1 2 (mit Reckol) - 2022: Kalbe Zarar (mit Fatma Turgut) - 2022: Diyardan Diyara (mit Arem Ozguc & Arman Aydin) - 2023: Kayıp Yıllarım | - 2023: Hayır (mit Eftalya Yağcı) - 2023: O Yeterdi Aslında (mit Reckol) - 2023: Yakalarsan - 2023: Anlarsin (mit Era7capone) - 2023: Hayran Kalican - 2023: Vodka Fondip (mit Deha Inc., Original: Pitbull – Hotel Room Service) - 2023: Aşk Olsun - 2023: Cuma - 2023: Cumartesi - 2023: Özlesen Beni - 2023: Promilim Yüksek - 2023: Sudişim - 2023: Beni Her Yerden Engellemiş (mit Teoman) - 2023: Jet Baba (mit Lvbel C5) - 2023: Sapla (mit Arem Ozguc & Arman Aydin) - 2024: No Drama (mit B Young) - 2024: Fred Çakmaktaş (mit Cash Flow) - 2024: Doyamadım (mit Akdo) - 2024: B2LA - 2024: Her Anımız Yalan (mit Ahmet Balcı & Kansu) - 2024: Damlarsın - 2024: Bitmez Ümitlerim - 2024: Yıldızlar - 2024: Yerli Plaka (mit Berk Erdemanar) - 2024: Izole Life - 2024: Felfeci - 2024: Gangsta Life - 2025: Axe - Şeker Oğlan - 2025: Göçebe (mit Serdar Ortaç) |

Quelle:

## Beleg
1. ↑  iTunes Cakal

| Personendaten    | Personendaten                    |
| ---------------- | -------------------------------- |
| NAME             | Cakal                            |
| ALTERNATIVNAMEN  | Çakal, Emirhan (wirklicher Name) |
| KURZBESCHREIBUNG | türkischer Rapper                |
| GEBURTSDATUM     | 2001                             |
| GEBURTSORT       | Bursa                            |